# Áreas protegidas de Lituania

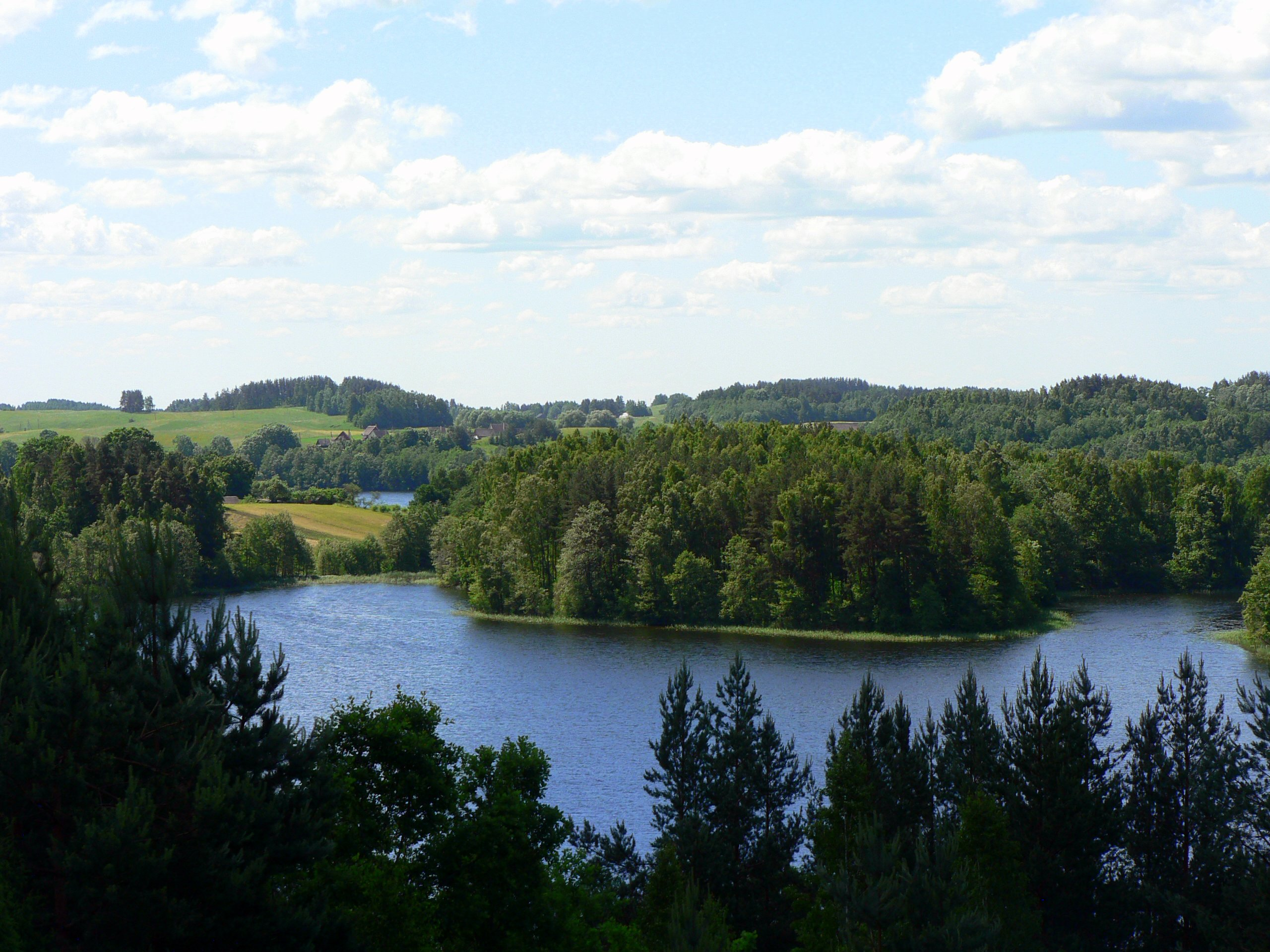
Parque nacional Aukštaitija.

Según la IUCN, en Lituania hay 1060 zonas protegidas que cubren 11.028 km², el 17,05 % del territorio interior del país, y 1568 km² de áreas marinas y costas, el 25,59 % de la superficie que corresponde a Lituania, 6126 km². De estas, 402 son reservas naturales, 35 son parques estatales, 6 son reservas estatales estrictas, 1 es una reserva de la biosfera, 3 son parcelas de recuperación y 32 son polígonos de la biosfera. Además, hay 573 área protegidas de ámbito regional, de las que 84 son áreas de protección especial de aves, 8  área protegidas del mar Báltico y 481 sitios de importancia comunitaria. Además, hay 1 reserva de la biosfera de la Unesco y 7 sitios Ramsar.
El gobierno lituano cataloga además cinco parques nacionales que incluyen tanto reservas naturales como zonas históricas.

## Parques nacionales
Bajo protección del Ministerio del Medio Ambiente. No tienen solo la finalidad de proteger la naturaleza, sino también la herencia cultural que los acompaña.
- Parque nacional Aukštaitija, 409 km²
- Parque nacional de Dzūkija, 583 km²
- Parque nacional del Istmo de Curlandia, 274 km²
- Parque nacional histórico de Trakai, 81 km²
- Parque nacional de Žemaitija, 217 km²

## Reservas de la biosfera

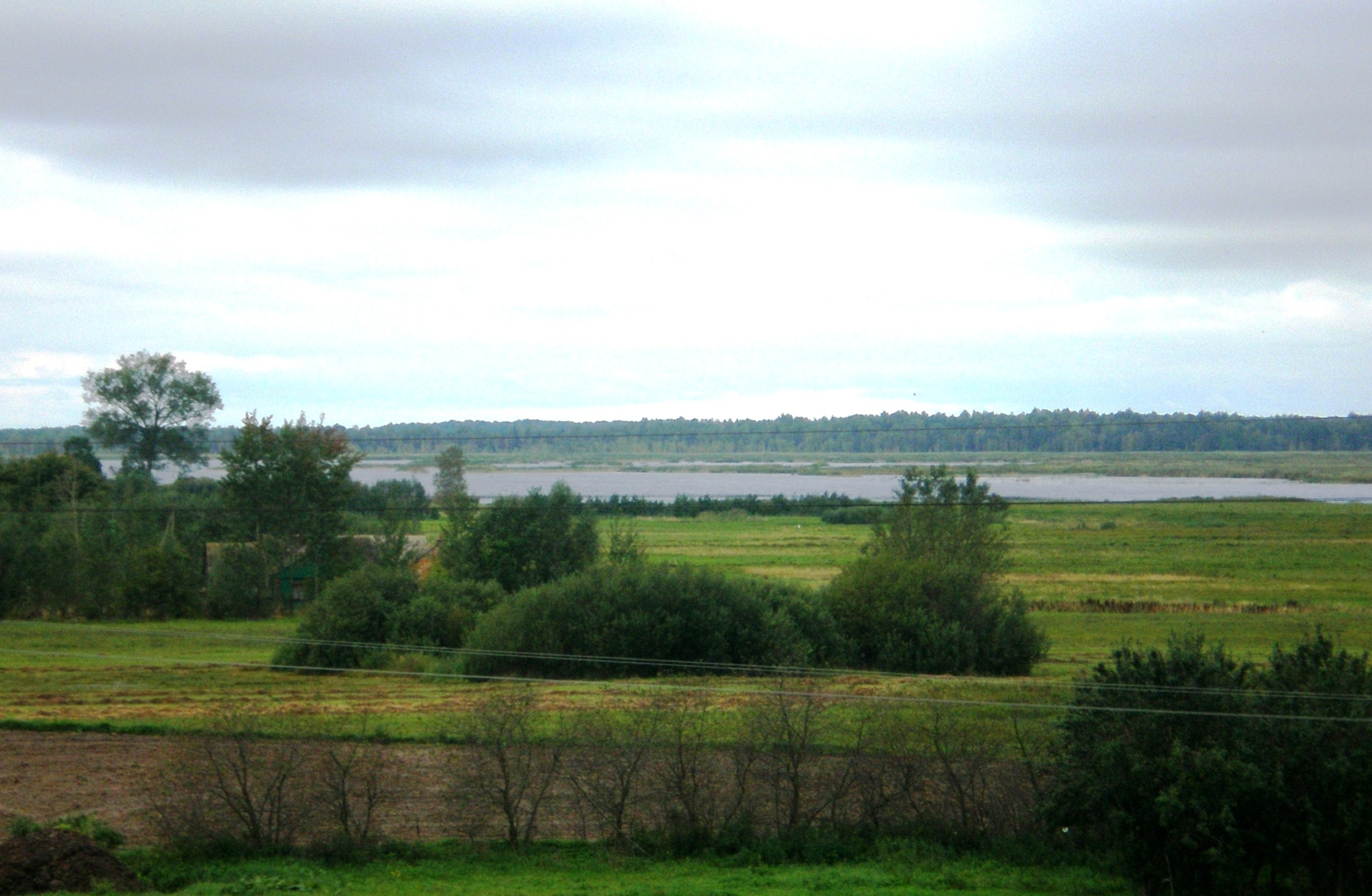
Lago de Žuvintas

- Reserva de la biosfera de Žuvintas, 92,1 km² en el núcleo de la reserva, que junto con la zona tampón, de 93 km², y la zona de transición, de 417 km² suman 602 km². Se encuentra en el sur  de las tierras bajas de Lituania central, una franja arcillosa formada por arcillas y margas que se extiende de norte a sur del país por su parte central. Está formada por lagos, humedales, turberas y pinares, con una gran variedad de hábitats. Se practica la pesca, la agricultura y la explotación forestal. La reserva comprende dos turberas importantes, la de Žuvintas, de 68,5 km², con un lago de 971 ha, rodeado por pantanos de juncos y ciénagas, y la de Amalva, de 34 km². En el conjunto hay tres lagos: Žuvintas, Žaltytis y Amalvas.[5]

## Sitios Ramsar

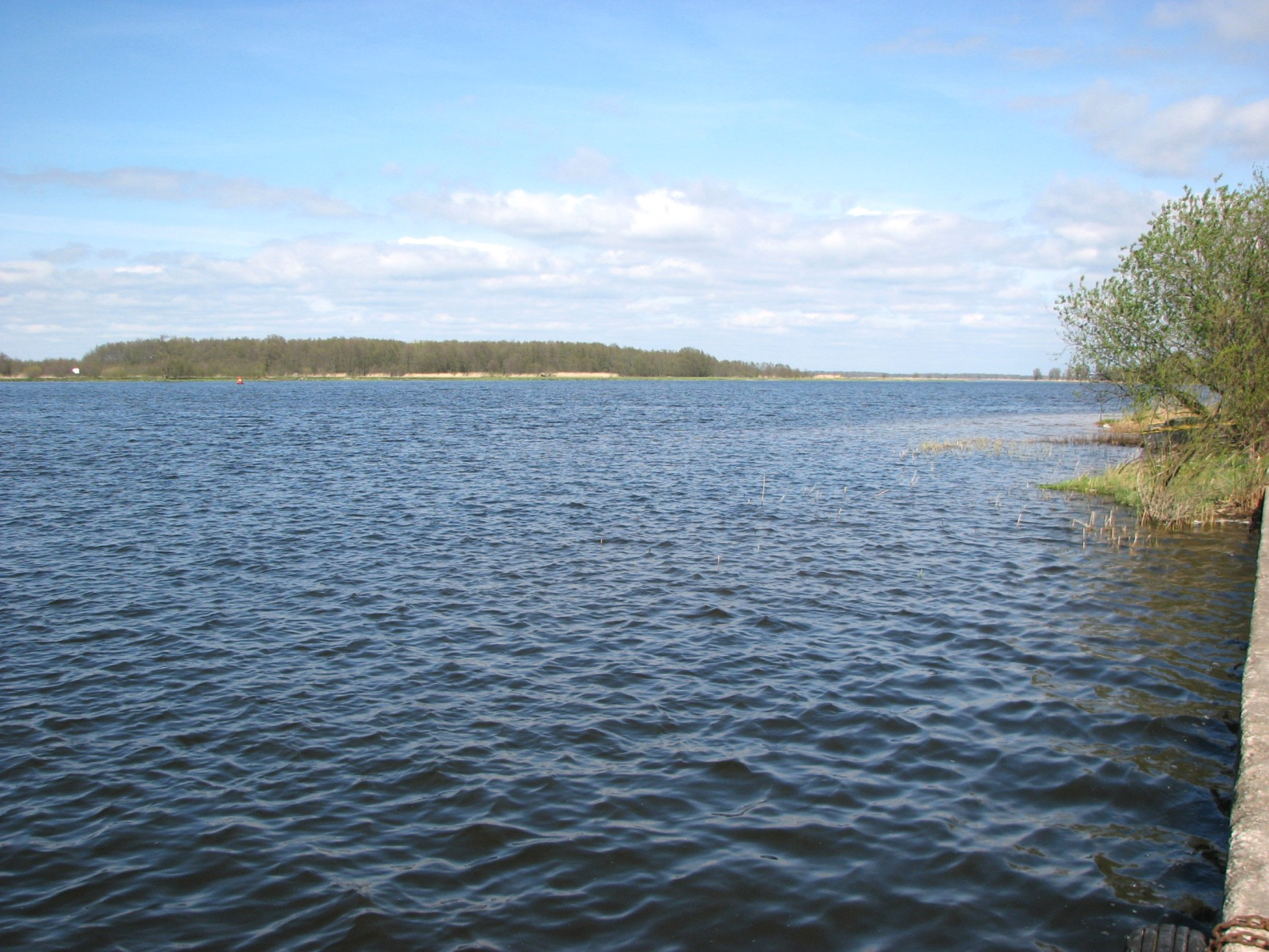
Delta del Nemunas, en la desembocadura del río Niemen.

Los sitios Ramsar de Lituania ocupan 655,8 km². En 2011 se añadieron los dos últimos: Adutiskis-Svyla-Birveta y el pantano de Girutiskis.
- Delta del Nemunas, 289,5 km², 55°19'05"N 21°22'19"E. En el delta del río Niemen, es reserva natural, parque regional y parte de la red Natura 20. En el distrito de Šilute. Comprende marismas, ciénagas elevadas, pozas, bosques inundados y prados. Se encuentra en la zona de paso de las aves del Atlántico oriental por donde pasan unas 60.000 aves al año.[8]

- Complejo de humedales de Adutiskis-Svyla-Birveta, 68,8 km², 55°15'14"N 26°41'28"E. Es también Reserva natural y Zona de Protección Especial Natura 2000. En su mayor parte consta de dos bosques húmedos con álamos temblones, abedules, alisos negros y abetos, en una tercera parte sobre turba. Hay un sistema de viveros de peces (800 ha), turberas elevadas, varios ríos, llanuras de inundación, una red de canales de drenaje y varios lagos de meandro temporales. Alberga una población importante de ansar careto y de ansar campestre. Las turberas elevadas, esto es que se encuentran por encima del nivel freático, se alimentan de agua de lluvia, que retienen, y sirven de recarga de los acuíferos.[9]

- Turbera de Cepkeliai, 112 km², 53°59'47"N 24°30'30"E.

- Pantano de Girutiskis, 14 km², 55°11'52"N 25°51'20"E. es también Reserva natural integral, Parque regional y Zona de Protección Especial Natura 2000. Está formado por varios tipos de turberas (elevadas y en pantanos), con lagos acidificados, rodeados de bosques de pinos, abetos y abedules.[10]

- Pantano de Kamanos, 64 km², 56°17'19"N 22°38'41"E. Reserva natural, red Natura 2000. Está rodeado de granjas y agricultura intensiva. Comprende pozas, lagos pequeños, turberas y pantanos, hay algún bosque de pinos y zonas abiertas de esfagnos.[11]

## Reservas naturales
Hay cuatro reservas naturales estrictas de primera categoría y dos reservas culturales estrictas en Lituania. Asimismo hay 36 reservas naturales de cierta extensión.
- Reserva de Čepkeliai. Una extensa zona pantanosa de 112,2 km² en la esquina sudeste de Lituania, creada en 1975 y que se mantiene incólume desde entonces. Está rodeada de dunas y posee una vegetación de tundra. Se encuentran el urogallo común, la abubilla, el lobo y el lince, entre otros.
- Reserva de Kamanų. En el norte del país, desde 1979. Tiene 40 km² y más de 120 lagos pequeños rodeados de pantanos y bosque mixto. Refugio de aves migratorias y numerosos anfibios, alberga el tritón crestado del norte, las mariposas manto grande[13] y macaón, la cigüeña negra y el águila pomerana.
- Reserva de Viešvilės, 32,2 km² de bosques, pantanos, praderas, ríos y dunas en el sudoeste de Lituania. La característica principal son los 21,4 km del río Viešvilė, de los que 15 km están en la reserva. Nace en un lago y su recorrido a través del bosque de llanura y pantanos es uno de los más prístinos del país. Fuera de la reserva hay dos presas. Hay nutrias, castores y el gallo lira común.
- Reserva de la biosfera de Žuvintas. El lago de Žuvintas, al sur del país, fue la primera área protegida de Lituania en 1937. Incluida en la red de la biosfera de la Unesco y parte de un sitio Ramsar, la reserva está centrada en torno al lago de 975 ha, con una profundidad media de 60 cm y una máxima de 2,2 m. Destacan las más de dos mil especies de insectos.

## Parques regionales

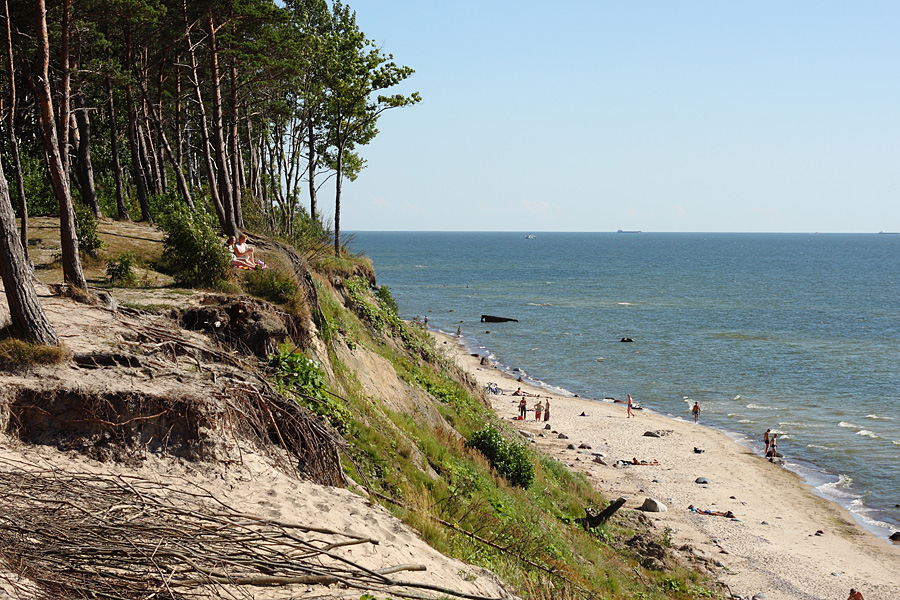
Cabo de Dutchman en el Parque regional de Pajüris.

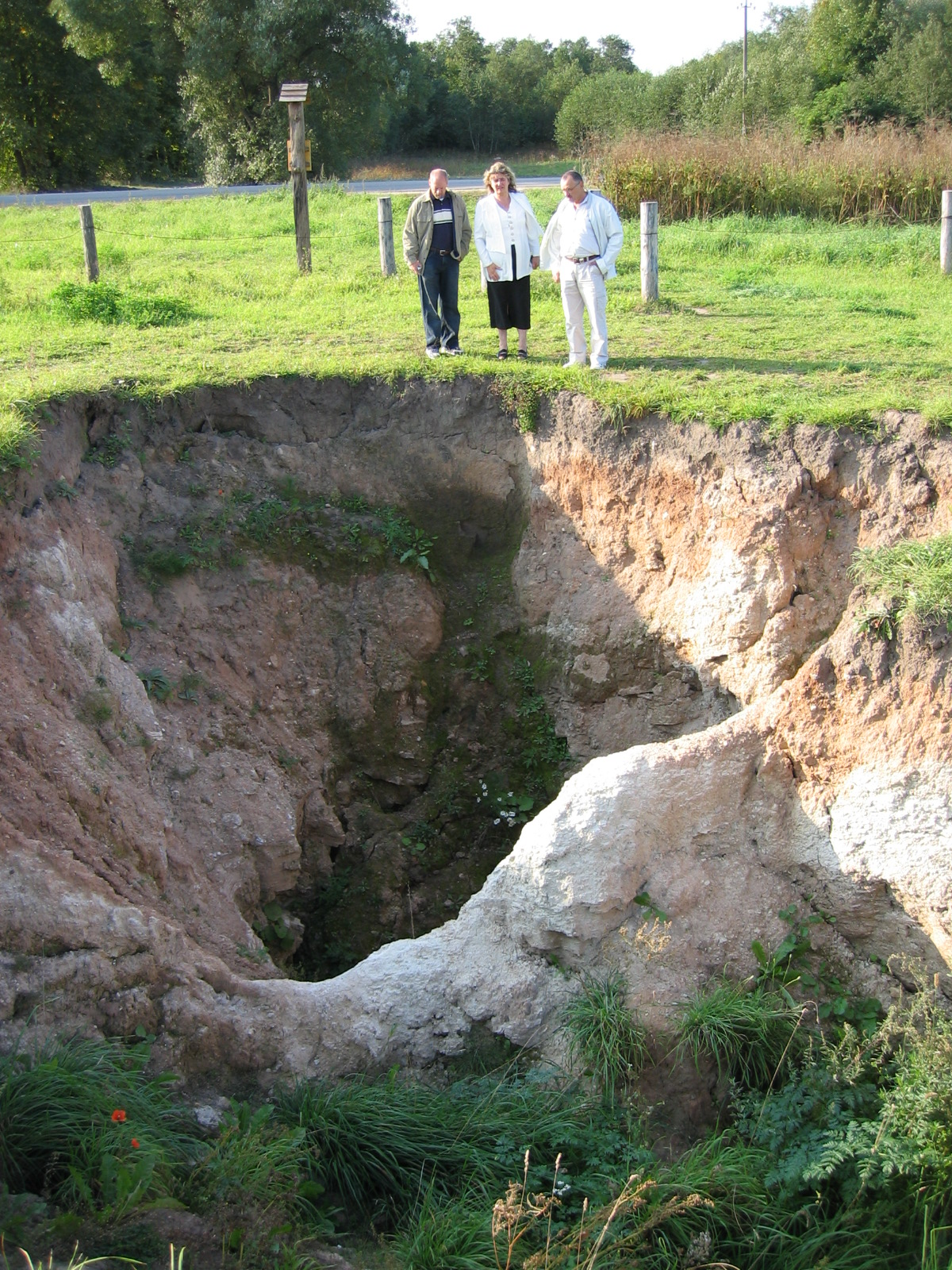
Una de las dolinas del Parque regional de Biržai.

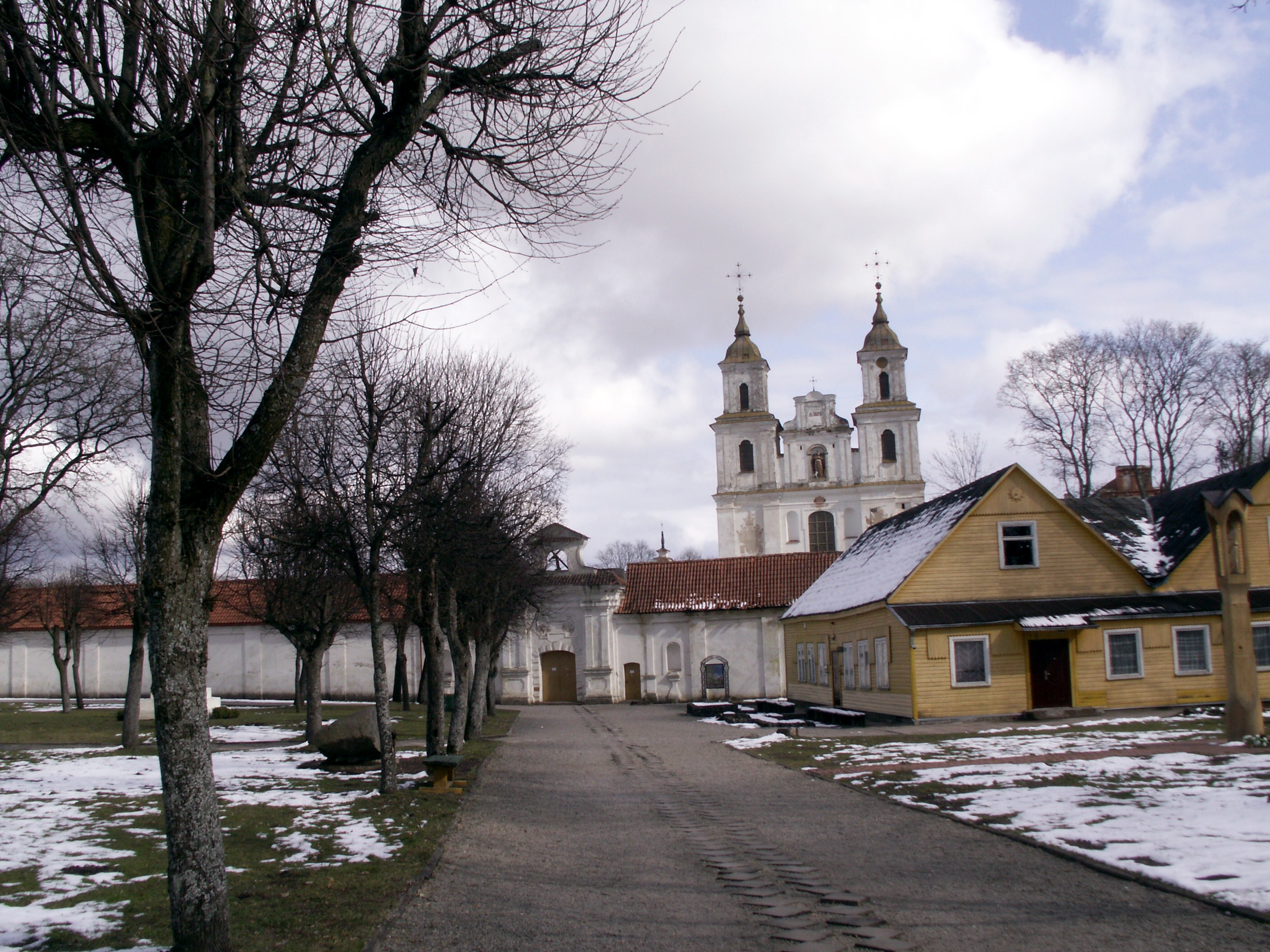
Monasterio de Tytuvenai, en el parque regional del mismo nombre.

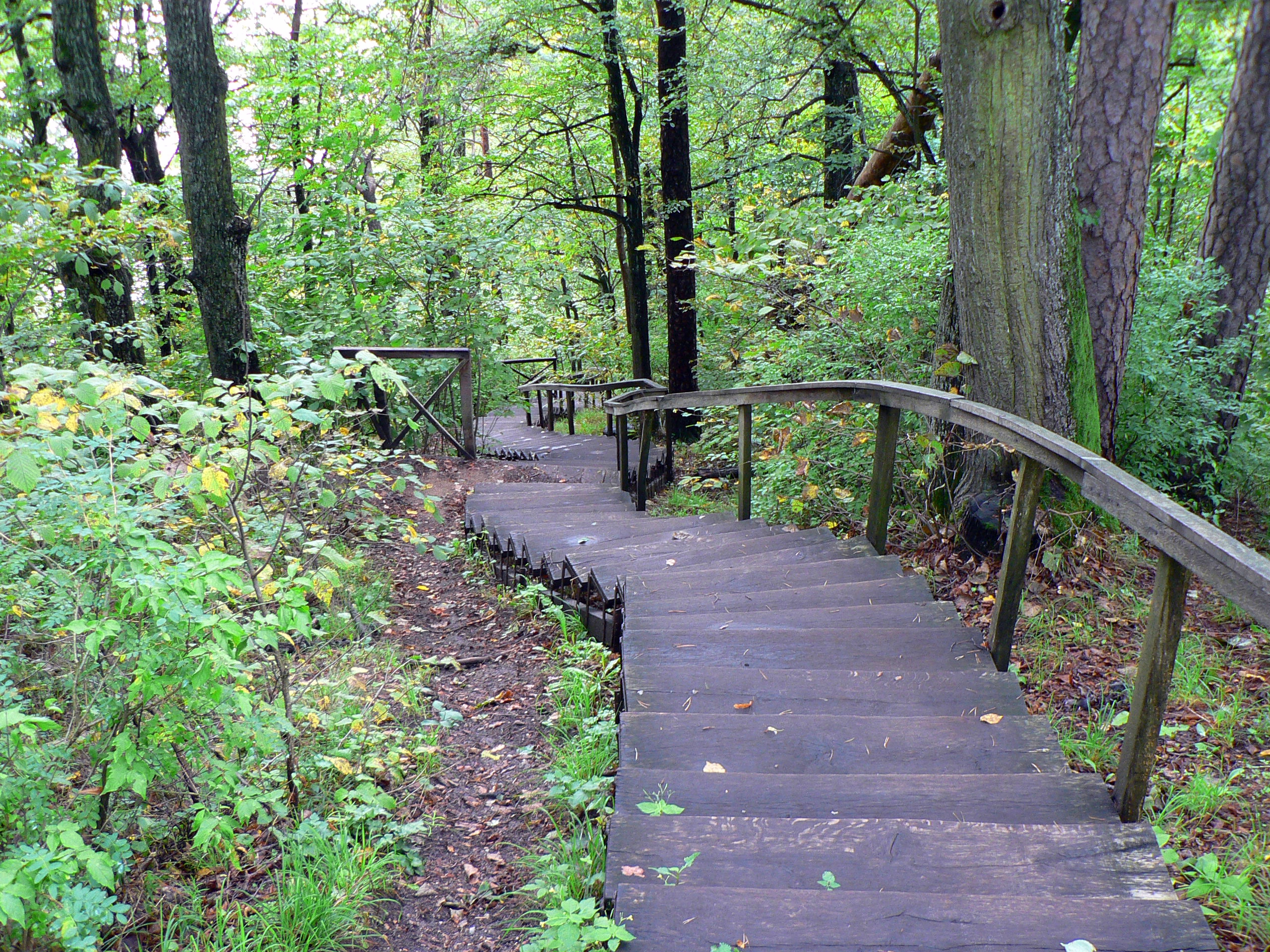
Parque regional de Verkiai

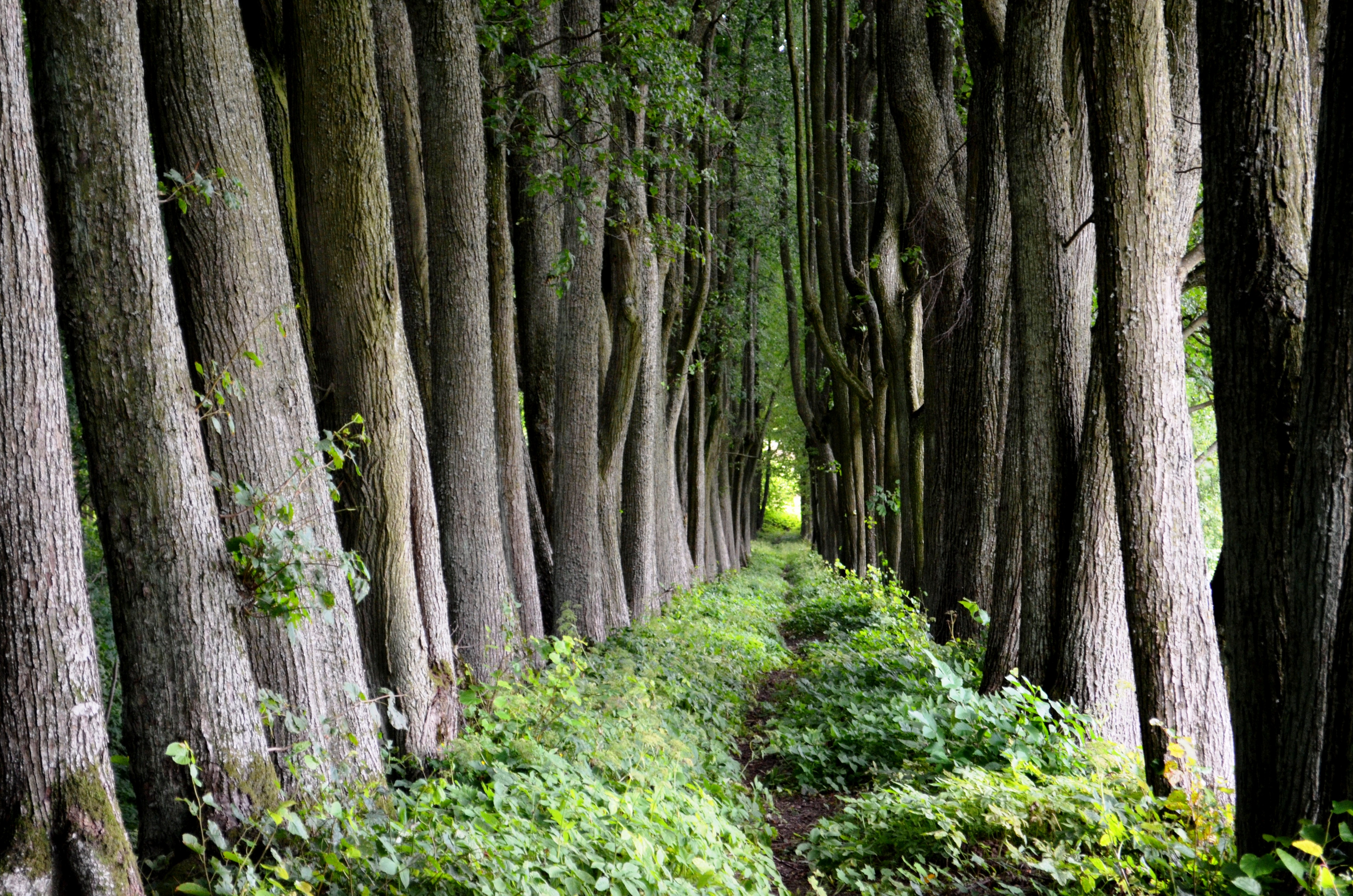
Avenida de tilos en el Parque regional de Krekenava.

Hay una treintena de parques regionales destacados en Lituania, que se pueden dividir por el tipo de paisaje.
- Parque regional de Pajüris, 56 km², en la costa del mar Báltico, al oeste de Lituania. El 54 % es mar y el 36 % es bosque. Creado para proteger el paisaje costero, la biodiversidad marina y una parte del lecho marino. Alberga el lago de Plocis, de 5 ha, y dunas de 18-20 m de altura y se extiedne hasta el cabo de Dutchman (o del alemán), una colina formada por una duna parabólica que alcanza los 24,4 m de altura creada por el viento en un borde de morrena.
- Parque regional de la laguna de Kauna
- Parque regional de Dubysa
- Parque regional de Krekenava, 116 km² en el centro de Lituania. Comprende el curso medio del río Nevėžis y varios monumentos naturales y culturales, entre ellos, los pueblos de Krekenava, Ramygala y Surviliškis. El 43 % está cubierto de bosque, con algunos robledales muy antiguos. Hay ciervos, jabalíes, nutria europea, murciélago, liebre, sapo corredor y tritón crestado del norte.
- Parque regional de Pagramantis
- Parque regional de Panemuniai
- Parque regional de Salantai
- Parque regional de Venta
- Parque regional de Dieveniškiai o Dieveniškės, cubre 110 km² en el sudeste de Lituania, cerca de la ciudad multiétnica de Šalčininkai (6900 hab.). Incluye el castillo de Bėčionys, el complejo monástico de Norviliškės y formaciones geológicas. También alberga parte de la pequeña villa de Dieveniškės (720 hab.).
- Parque regional de Rambynas
- Parque regional de Pavilniai
- Parque regional de Labanoras
- Parque regional de Anykščiai
- Parque regional de Gražutė
- Parque regional de Kurtuvėnai
- Parque regional de Sirvėta
- Parque regional de Verkiai, Creado en 1992 para proteger los Lagos Verdes (un grupo de seis) en el nordeste de Vilnius y el complejo cultural del palacio de Verkiai, cuyo parque ocupa 2673 ha y es uno de los parques urbanos más grandes del mundo. Alberga el camino del calvario de Verkiai, del siglo XVII, construido con las mismas proporciones que el de Jerusalén, con 22 capillas y 2 iglesias.
- Parque regional de Aukštadvaris
- Parque regional de Varniai
- Parque regional de Vištytis
- Parque regional de Asveja, creado en 1992, cubre 116 km² en el centro de Lituania, cerca del pueblo de Dubingiai. Protege un paisaje glaciar que incluye 30 lagos. Incluye varias aldeas, un castillo y lugares históricos.
- Parque regional de Meteliai
- Parque regional de Sartai
- Parque regional de Veisiejai
- Parque regional de Biržai, 146 km² en el norte de Lituania, cerca de la frontera con Letonia. Creado en 1992 para proteger una zona kárstica. El 20 por ciento está cubierto de bosque. El rasgo principal son las dolinas, creadas por la disolución del yeso del suelo. Se han identificado unas nueve mil. La más famosa es la de Karves uola (Cueva del buey), de 20 m de profundidad.[16]
- Parque regional de Tytuvėnai. Creado en 1992 para proteger el paisaje de colins, pantanos y lagos, y los monumentos urbanos de Šiluva y Tytuvėnai.
- Parque regional de Žagarė. Se encuentra en la esquina sudoriental de la llanura de Semigalia, al sur del río Daugava. Destaca la cresta de morrena de 8 km de longitud. Lo importante es el parque en torno a la mansión de Žagarė, formado por una colina, la mansión o palacio y el parque. En el bosque hay una gran población de  ciervos reales, conocidos por sus grandes astas, un tipo de cerezo especial a causa de la dolomita del suelo y una planta rara, la sanicula hembra, muy abundante.[17]